# Qualificação de voo

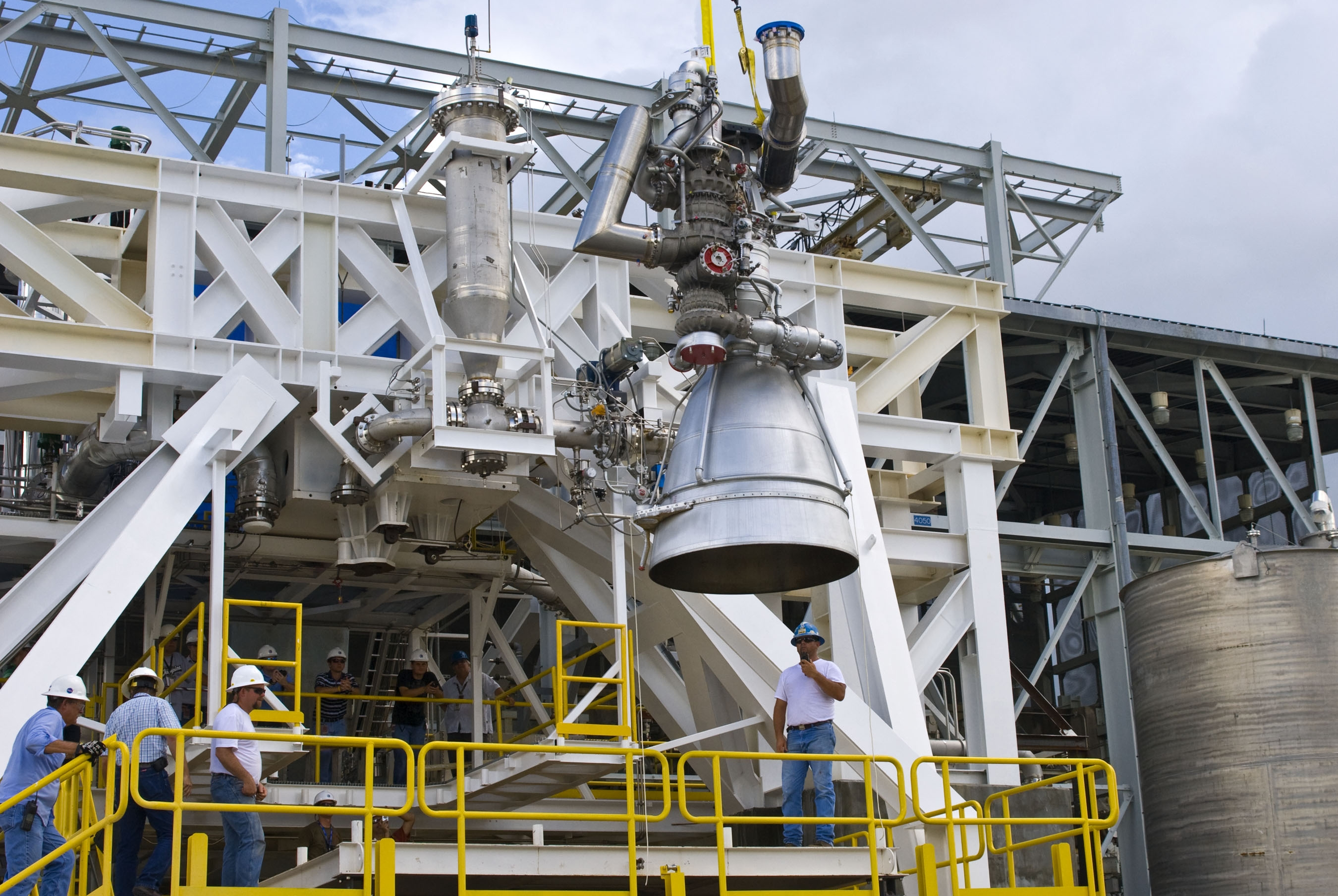
Um motor de foguete Aerojet AJ26 sendo preparado para um teste estático.

A qualificação de voo de um produto, processo ou material, é submete-lo a testes que garantam que ele vai atuar como esperado em termos de aerodinâmica, de voo e até mesmo de voo espacial.
Esse processo pode incluir os seguintes exames:
- de imagem (interna e externa)
- teste térmicos e infravermelhos
- câmara de vácuo
- teste de vibração
- análise de materiais